# Pryor
Pryor - Maahéo'hé'e en llengua crow - és una concentració de població designada pel cens dels Estats Units a l'estat de Montana. Segons el cens del 2000 tenia 628 habitants.

## Demografia
Segons el cens del 2000, Pryor tenia 628 habitants, 166 habitatges, i 140 famílies. La densitat de població era de 6,1 habitants per km². El 12,58% són blancs, el 84,87% són amerindis, el 0,16% són asiàtics, i el 2,39% de dues o més races. Els  hispànics o llatins de qualsevol raça eren l.1,27% de la població.
Dels 166 habitatges en un 44,6% hi vivien nens de menys de 18 anys, en un 56% hi vivien parelles casades, en un 23,5% dones solteres, i en un 15,1% no eren unitats familiars. En el 13,9% dels habitatges hi vivien persones soles el 6% de les quals corresponia a persones de 65 anys o més que vivien soles. El nombre mitjà de persones vivint en cada habitatge era de 3,78 i el nombre mitjà de persones que vivien en cada família era de 4,16.
Per edats la població es repartia de la següent manera: un 39,5% tenia menys de 18 anys, un 9,4% entre 18 i 24, un 23,7% entre 25 i 44, un 19,3% de 45 a 60 i un 8,1% 65 anys o més.
L'edat mediana era de 26 anys. Per cada 100 dones de 18 o més anys hi havia 88,1 homes.
La renda mediana per habitatge era de 25.096 $ i la renda mediana per família de 25.865 $. Els homes tenien una renda mediana de 20.000 $ mentre que les dones 14.625 $. La renda per capita de la població era de 7.640 $. Aproximadament el 21,8% de les famílies i el 27,2% de la població estaven per davall del llindar de pobresa.

## Poblacions properes
El següent diagrama mostra les poblacions més properes.